# 折箱
折箱（おりばこ）または単に折とは、薄い板を折り曲げて作られた木箱である。本来は木を加工し蓋を付けた比較的底の浅い木箱のことを折箱と呼んだが、現代では木製品だけでなく紙製や発泡スチロール製、プラスチック製の箱製品の総称として使用されている。
古くから使われていた折櫃から変化したと考えられる。

## 概要

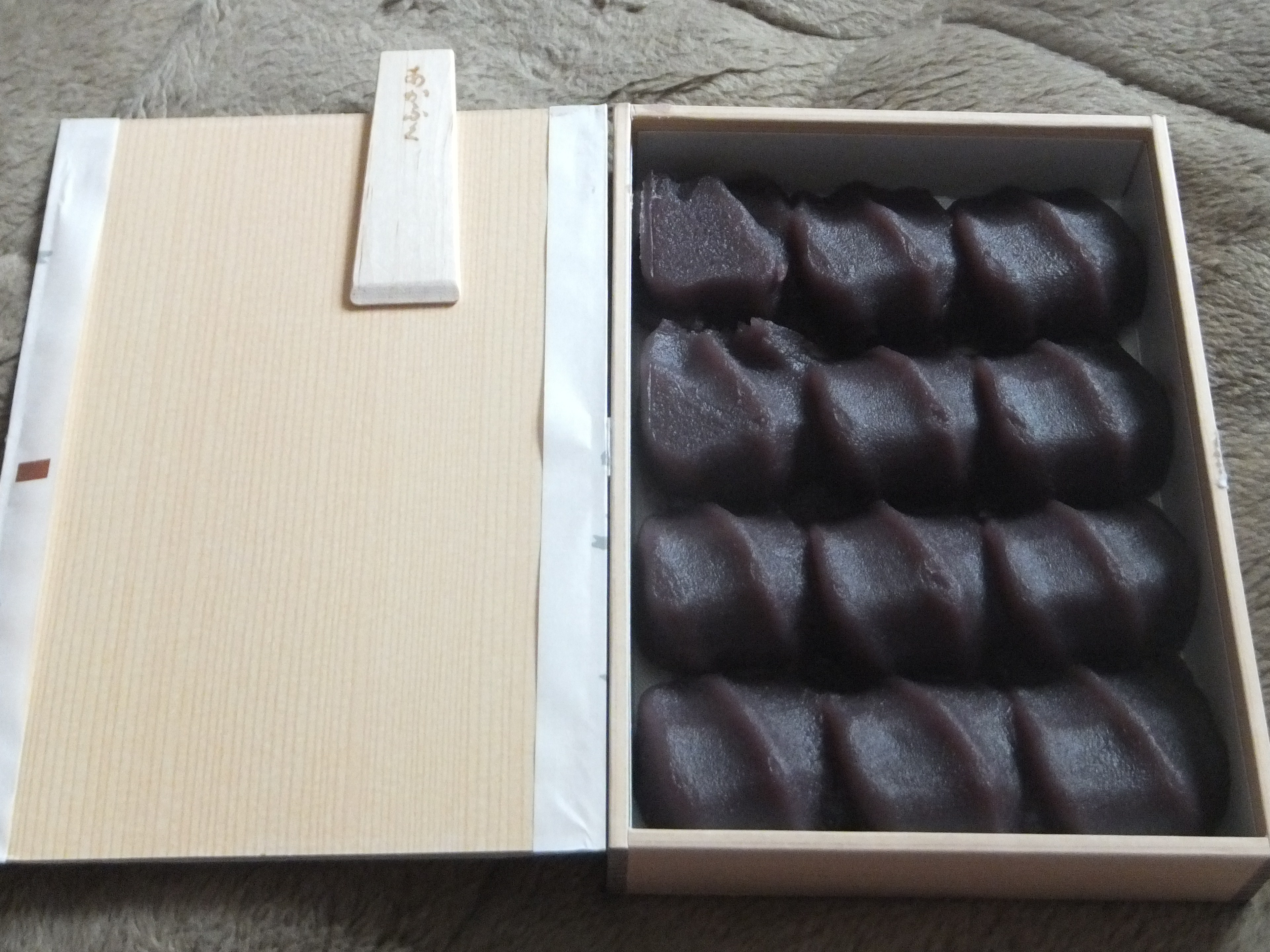
折箱に詰められた赤福。

本来は木製のもので木具（木を利用した四角い箱ものなど）の一種である。折箱の材料として使用される木材にはエゾ松・杉・檜・シナの木などがある。環境に考慮して森林育成に必要な間伐時に出た間伐材を用いたものや他に用途のない端材を用いたものもある。「折箱」の語源は薄い二枚の板を貼り合わせてV字の溝を切って折り曲げて製造することに由来する。しかし、現代では、ほとんどの折箱が紙や発泡スチロール製の製品に置き換わっている。一方で木の折箱は吸湿性や保湿性に優れ、カーボンニュートラルの観点でも再び注目されている。
折箱に食品を詰めたものを折詰（おりづめ）という。折箱自体または折箱に食品を詰めた折詰は「折」（おり）ともいい、寿司を詰めたものは「寿司折」、菓子を詰めたものは「菓子折」などと呼ばれる。

## 種類

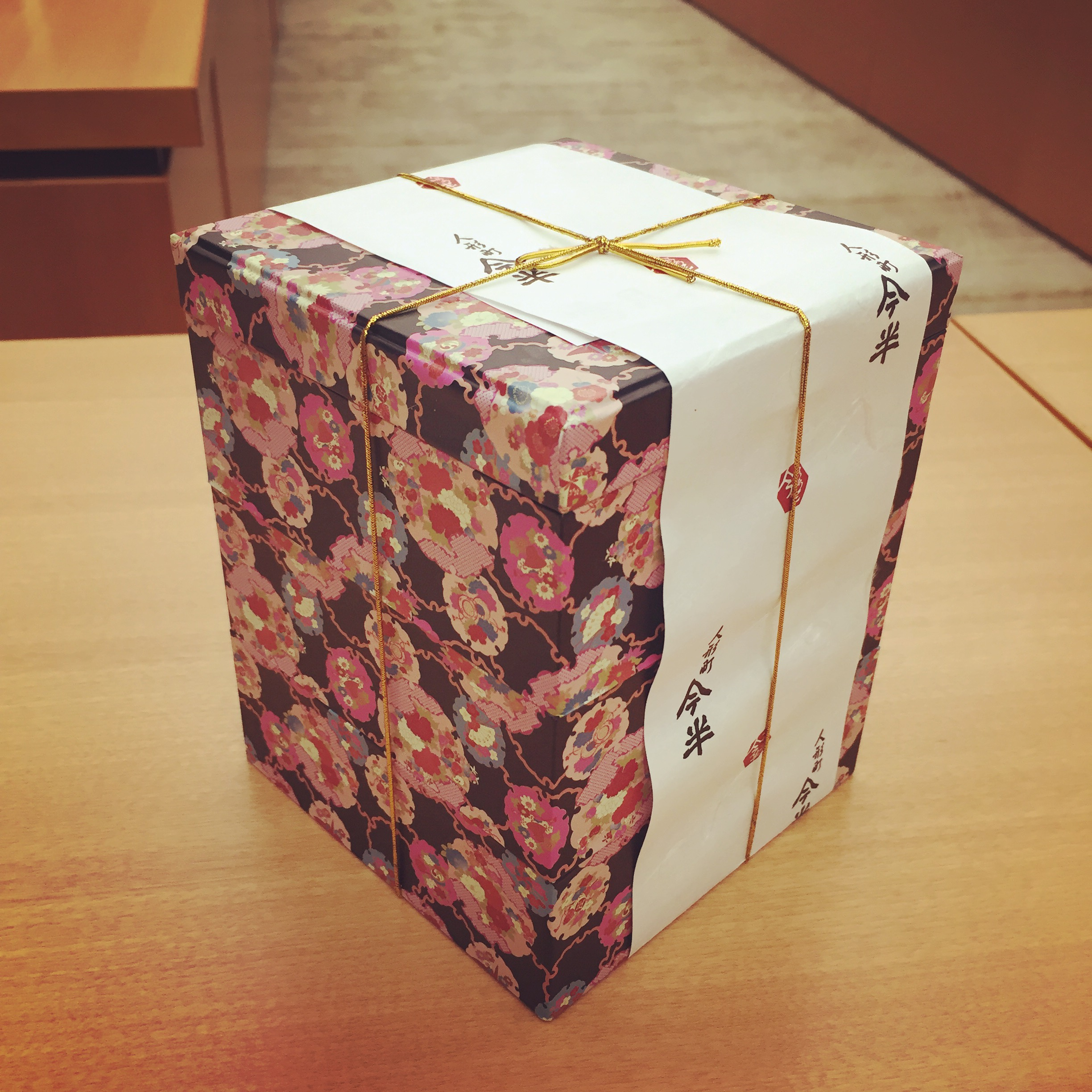
折詰弁当。三重の折箱は紙製で、紐で蓋を固定している。

折箱の蓋の種類には、のせ蓋、かぶせ蓋、スライド蓋などがあり、蓋を固定するためにセロテープや紐、輪ゴムなどが用いられることもある。

### のせ蓋
原材料の木材を特殊な機械で薄くスライスした1枚の薄板を蓋としている。
身のサイズに合わせて角を切った1枚の板を容器に乗せただけの形態の箱を指す。
包装が簡単なので数量が多く出る飲食店向けに使用される傾向が強い。

### かぶせ蓋
のせ蓋に使われる1枚の薄い板に枠を貼り合わせ、容器に被せる形態の蓋。
包装が簡単なのせ蓋に対して包装には手がかかるが高級感が出るのでこちらを好む飲食店も多い。
蓋の枠に糊しろがあると身と蓋の間に隙間が出来るので糊しろが必要ないタイプもある。

### スライド蓋
身の容器上部に溝を掘り横から蓋をスライドして入れられる様にした蓋。
蓋の形状としてはのせ蓋と同じスライスされた1枚の薄い板である。

## 産地
- 吉野杉・吉野檜[6]
- 江戸折箱（木具定商店） - 天保年間に日本橋で木具師定吉が創業し、檜原村（東京都）のヒノキやスギで作った折箱で知られる[4]。
- 博多曲物 - 博多曲物は明治初期には砂糖曲（がが）と呼ばれる砂糖入れ、飯入（飯櫃）、菓子箱、柄杓、麹入れ、折敷、三方などが作られていたが、鉄道網の普及とともに駅弁用の折箱の需要が増えて産地となった[7]。しかし、博多曲物の折箱はプラスチックなどの安価な容器の普及により需要が激減[7]。昭和50年代からは盆など薄板を利用した伝統工芸品として注目されるようになっている[7]。

## 博物館
- 木具輪（きぐりん） - 東京都墨田区立川一丁目にある折箱、木箱、竹製品等を展示する資料館[5]。

## 関連団体
需要の拡大と共に市場の流通を整備する目的で全国折箱連合会が発足。初代会長は(株)折勝商店の石山勝蔵である。
後に名称を全折食品容器連合会に変更している。